# Atsuto Tatara
Atsuto Tatara (多々良 敦斗 Tatara Atsuto?), född 23 juni 1987 i Shizuoka prefektur, är en japansk fotbollsspelare.
Tatara började sin karriär 2010 i Matsumoto Yamaga FC. Han spelade 159 ligamatcher för klubben. 2015 flyttade han till Vegalta Sendai. Efter Vegalta Sendai spelade han för JEF United Chiba och Roasso Kumamoto.